# Apalharpactes mackloti
Harpactes mackloti là một loài chim trong họ Trogonidae.
Đây là loài đặc hữu của đảo Sumatra Indonesia. Môi trường sống tự nhiên của loài này là rừng núi ẩm nhiệt đới hoặc cận nhiệt đới.